# Edd China
Edward John "Edd" China (Londres; 9 de mayo de 1971) es un presentador televisivo inglés, mecánico, especialista de motores e inventor, más conocido como presentador y mecánico del show televisivo de Discovery Channel Wheeler Dealers (Joyas sobre ruedas), y por algunas apariciones en Top Gear, Scrapheap Challenge y Fifth Gear.
China es director general de dos compañías: Grease Junkie (el sitio web donde vende mercancía de Joyas sobre ruedas) y Cummfy Banana Ltd, una tienda donde vende sus creaciones de automotores, muebles motorizados e intentos de récord mundiales. China ostenta los récords mundiales Guinness por la cabaña, el baño, la cama y el carro repartidor de leche más rápidos; como así también por el carro de supermercado motorizado más grande.

## Primeros años
China tuvo un interés en los coches y todas las cosas mecánicas desde una temprana edad. Fue educado en la King Edward's School, Witley, y obtuvo un grado de ingeniería en diseño y producción de la London South Bank University. Mientras era universitario, China creó el "Casual Lofa" (sofá-móvil), el cual fue su primer proyecto importante para calificación. Fue construido para ganar dinero para una carrera internacional de expedición a Belice.

## Carrera televisiva

### Apariciones como invitado
1994 – Continuando con el éxito de su creación del "Casual Lofa", su primer trabajo en televisión fue como técnico en efectos especiales en Father Ted. 
1998 – China apareció como invitado en Top Gear en vivo, conduciendo el Casual Lofa en el Silverstone 'Live Arena'. El mismo año, China y el Casual Lofa fueron también presentados en el DVD de Jeremy Clarkson "The Most Outrageous Jeremy Clarkson Video in The World.... Ever!", donde el Casual Lofa corrió en el Circuito de Thruxton, en una manera similar a las Wacky Races.
China también se presentó en Canal 4, en el programa The Big Breakfast, en tres ocasiones durante varios años, conduciendo el Casual Lofa, el Bog Estándar y el Street Sleeper. 
2000 – China fue invitado en Scrapheap Challenge (conocido como Junkyard Wars en Estados Unidos) en un episodio que presentaba camas de conducción y coches sofá. En el mismo año, China se presentó en un episodio del espectáculo televisivo "Esta es nuestra vida". China condujo su Casual Lofa llevando al presentador Michael Aspel por los Old Haunts, dejándolo en los estudios televisivos Aspelen. 
2001 – China fue entrevistado para saber todo lo relacionado con su Cummfy Banana's vehicles en el programa Pulling Power del canal ITV.
2002 – China fue diseñador residente en la serie de la BBC Panic Mechanic, y también invitado en Top Gear en el capítulo "Construye un coche característico con un bajo presupuesto", donde exhibió un Rover 800 (armado con solo £200) que fue modificado con un presupuesto específico para realizar accesorios, como un asiento eyectable, con exactamente £100. 
2005 – China  ya era un celebridad como invitado en el show de la BBC "Cocinero listo y servido" para el especial Niños en Necesidad. 
2006 – China estuvo en una entrevista en el programa This Morning del canal ITV hablando sobre su empresa Cummfy Banana's vehicles. 
2007 – Gracias a sus intentos por alcanzar los Récord Mundiales Guinness, China se presentó en muchos programas, incluyendo Fifth Gear, Pulling Power y This Morning, exhibiendo sus creaciones. 
2008/2009 – China apareció como invitado en The Culture Show, siendo entrevistado y conduciendo vehículos con Arthur Smith y varios otros participantes en el Festival de Edimburgo.

## Otros trabajos
Siguiendo con el éxito de sus creaciones, como técnico de efectos especiales en el programa de televisión Father Ted, China inauguró su empresa Cummfy Banana Limited, en marzo del año 1999, como una tienda de venta para sus creaciones extremas e intentos de récords. China es dueño de un taller MOT o de Inspección Técnica de Vehículos y servicio en Bracknell, llamado Grease Junkie, el cual fue suspendido temporalmente en agosto del año 2016, debido a una prolongada ausencia mientras se encontraba realizando proyectos de negocios en Estados Unidos. 
Récords Mundiales Guinness
| Fecha                  | Descripción                                                          | Récord                                            | Estado                                           |
| ---------------------- | -------------------------------------------------------------------- | ------------------------------------------------- | ------------------------------------------------ |
| Octubre de 1998        | Mobiliario más veloz.                                                | 140 km/h; 87 mph                                  | Roto por el mismo China (11 de mayo de 2007)     |
| 9 de noviembre de 2005 | El carro de supermercado motorizado más grande, "Trolleyshoppus Rex" | 2,99 × 1,80 × 3,47 m; 9,8 × 5,9 × 11,4 ft (l×w×h) | Récord                                           |
| 9 de noviembre de 2006 | La oficina más veloz, "Hot Desk"                                     | 140 km/h; 87 mph                                  | Récord                                           |
| 11 de mayo de 2007     | Mobiliario más veloz.                                                | 148 km/h; 92 mph                                  | Roto por Perry Watkins (5 de septiembre de 2010) |
| 7 de noviembre de 2008 | Cama móvil más veloz, "Street Sleeper"                               | 111 km/h; 69 mph                                  | Récord                                           |
| 10 de marzo de 2011    | Baño más veloz, "Bog Standard"                                       | 68 km/h; 42.25 mph                                | Récord                                           |
| 11 de abril de 2011    | Jardín más veloz, "Gone to Speed"                                    | 94 km/h; 58.41 mph                                | Récord                                           |

En 2012, China y el conductor del BTCC Tom Onslow-Cole fueron parte de un reto patrocinado por eBay para convertir un carro repartidor de leche en un auto de carreras, lo que les llevó a alcanzar un Récord Guinness por el carro repartidor de leche más veloz.
En mayo de 2017, la página oficial de Joyas sobre ruedas anunció que tras 13 temporadas, Edd China abandonaba el programa para realizar otro proyecto profesional. Robert Scanlon, vicepresidente ejecutivo y director general del canal Velocity y de los contenidos de motor de Discovery Networks afirmó que:
“El equipo agradece a Edd China el cuidado, dedicación y esfuerzo que ha brindado a Discovery Networks y al programa 'Joyas sobre ruedas' durante más de una década. A pesar de que extrañaremos sus icónicos guantes naranjas, sabemos que todo lo que toquen se convertirá en oro motorizado.”